# Pilatushaus
 (août 2020).
La Pilatushaus (en français, Maison Pilate) ou Haus zum geharnischten Mann (littéralement, Maison de l'homme en armure) est une maison de la vieille ville de Nuremberg en Bavière. Elle est située dans le quartier nord de St Sebald en contrebas du château de Nuremberg sur la Tiergärtnertorplatz à côté du Tiergärtnertor. C'est l'une des rares maisons de ville gothiques tardives conservées et l'un des monuments architecturaux les plus importants de la vieille ville de Nuremberg.  

## Histoire

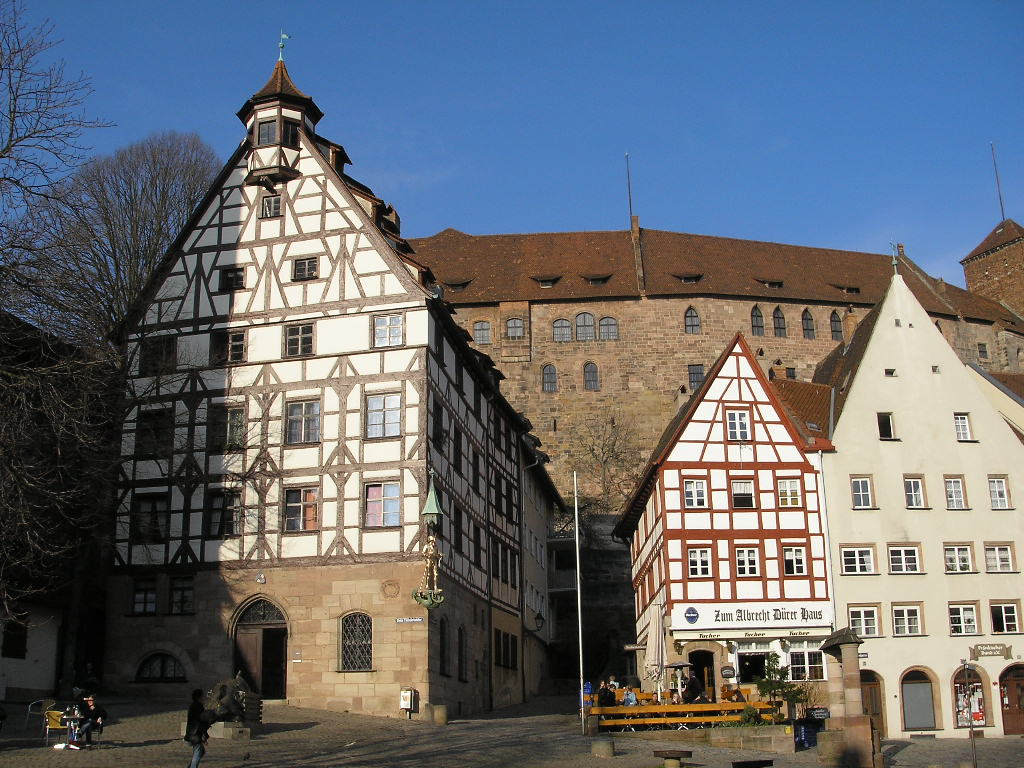
La Pilatushaus (à gauche) au Tiergärtnertor

Vue de la Maison d'Albrecht Dürer, avec le Saint Georges de la Pilatushaus au premier plan à droite, en 1907

La maison de style gothique tardif a été construite en 1489 et appartenait à l'armurier Hans Grünwald. Les fabricants d'armures ou d'armures fabriquaient des outils comme des poignards et de courses (lances...) pour les tournois et des armures de guerre pour les aristocrates. En 1507, le sculpteur Veit Wirsberger acheta la maison, après quoi elle changea fréquemment de mains. Le nom Pilatushaus existe depuis le XVIIe siècle, lorsque le bâtiment était considéré comme le point de départ du chemin de croix d'Adam Kraft jusqu'au Johannisfriedhof. Elle s'appelait également la "Maison de l'homme en armure". Hans von und zu Aufseß, le fondateur du Germanisches Nationalmuseum, a vécu dans le bâtiment de 1852 à 1857; les armoiries familiales au-dessus de l'entrée datent de 1853. Le bâtiment appartient à la ville depuis 1931. Le Kunstverein Nürnberg y était basé entre 1973 et 1991. 

## Le bâtiment

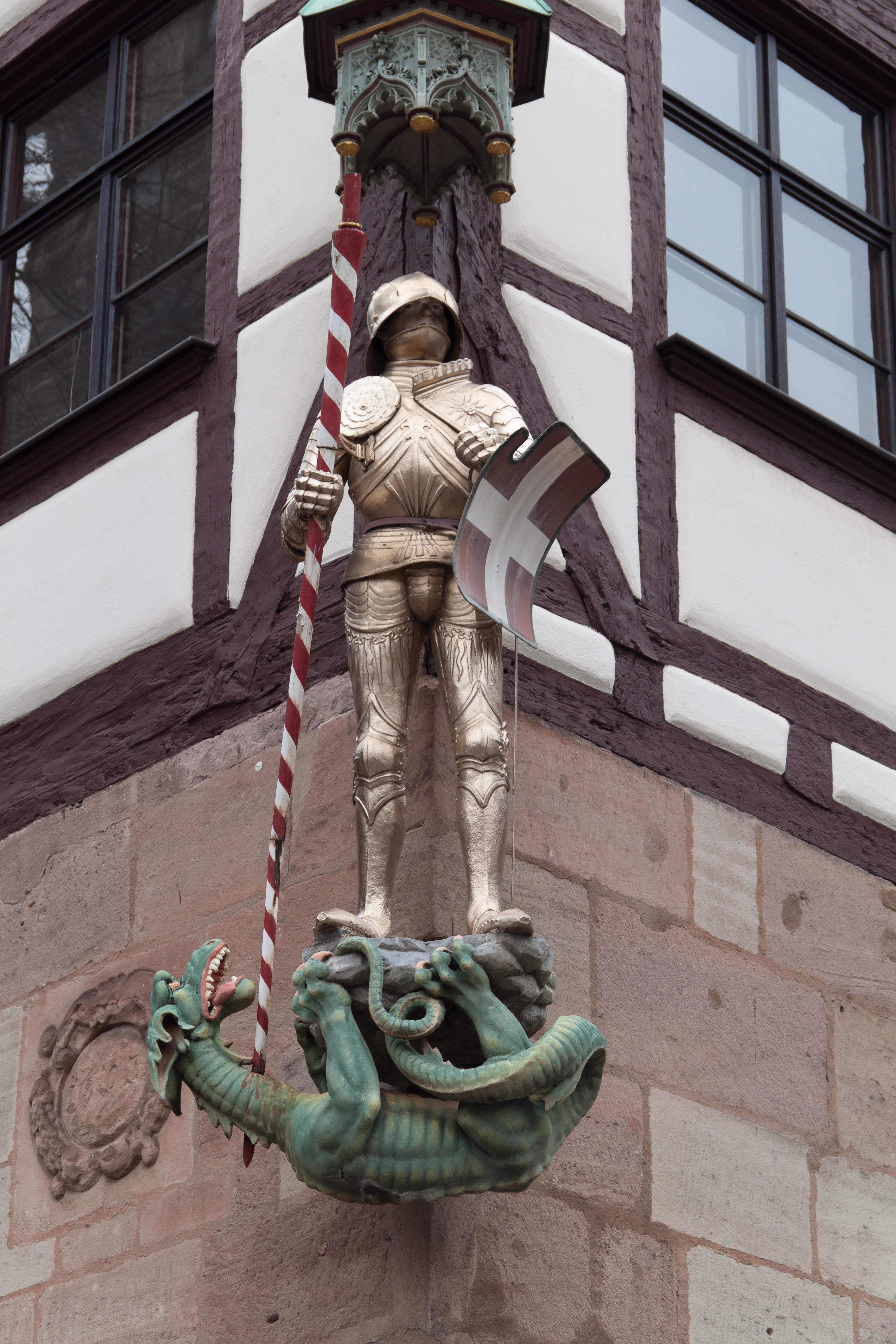
Saint Georges terrassant un dragon au Pilatushaus

La maison a sept étages. Le rez-de-chaussée est fait de grès comme le sous-sol. Au-dessus se trouvent trois étages maisons et trois étages mansardés en ossature de bois à colombages. Au sommet du pignon se trouve un oriel à pignon octogonal caractéristique avec un toit pointu incurvé concave. 
Une figure d'angle entre le rez-de-chaussée en grès et l'étage supérieur à colombages montre saint Georges en tueur de dragons, le saint des chevaliers et des armuriers. Il était donc aussi le saint patron de la guilde du propriétaire et armurier Hans Grünewald. 

## Usages
La Pilatushaus est utilisée pour des expositions temporaires d'art moderne . La maison n'est actuellement pas habitée  et une éventuelle rénovation n'a pas encore été décidée. 

## Littérature
- Ruth Bach-Damaskinos: Pilatushaus. In: Michael Diefenbacher, Rudolf Endres (Hrsg.): Stadtlexikon Nürnberg. 2., verbesserte Auflage. W. Tümmels Verlag, Nürnberg 2000,  (ISBN 3-921590-69-8) (Gesamtausgabe online).

## Liens web
- La Pilatushaus sur les pages du mile historique de Nuremberg

## Liens
1. ↑  (de) « Pilatushaus in Nürnberg », sur bayern-online.de (consulté le 21 mai 2023).
2. ↑  Artikel Nürnberger Nachrichten, Pilatushaus: Mieter mussten raus

- VIAF
- GND

## Source de traduction
- (de) Cet article est partiellement ou en totalité issu de l’article de Wikipédia en allemand intitulé « Pilatushaus (Nürnberg) » (voir la liste des auteurs).